# かじき座ガンマ星
かじき座γ星（かじきざガンマせい、Gamma Dor / γ Doradus / γ Dor）は、かじき座で3番目に明るい恒星である。平均等級4.25等の変光星で、かじき座γ型変光星と呼ばれる。これらの変光星は、非動径方向に重力モードで震動することにより、明るさが0.1等以下変動する脈動変光星である。かじき座γ星自身の明るさは、約17.6時間と約18.2時間という2つの周期で正弦関数的な変化を起こしている。また、この他に未解明の、不規則に見える明るさの変動も存在する。